# C30H48O5
化学式C30H48O5，摩尔质量 488.7 g/mol，可以指：
- 积雪草酸（亚细亚酸），CAS号：464-92-6
- 委陵菜酸（英语：Tormentic acid），CAS号：13850-16-3

|  | 这个同类索引页列出了具有相同分子式的化学物（即同分異構體）条目。 除非您是有意链接至本页，否则应将相应条目的内部链接指向正确的条目。 |